# Саша Греј
Марина Ен Ханцис (енгл. Marina Ann Hantzis; 14. март 1988), познатија под псеудонимом Саша Греј (енгл. Sasha Grey), бивша је америчка порнографска глумица која се бави још и глумом, манекенством и музиком.
Освојила је неколико престижних награда АВН између 2007. и 2010. године, укључујући ону за најбољу АВН глумицу у 2008. години. Учествовала је у неколико музичких спотова и рекламних кампања. Године 2008. редитељ Стивен Содерберг узео ју је за главну глумицу у свом филму The Girlfriend Experience.

## Каријера

### Порно каријера
Саша Греј је одрасла у Норт Хајландсу, држава Калифорнија у радничкој породици. Њена мајка радила је у државној служби, а отац је био механичар грчко-америчког порекла. Родитељи су се развели кад јој је било 5 година па ју је одгајила мајка која се 2000. године преудала. Греј је истакла да се код куће осећала лоше након што је очух дошао да живи с њима и као резултат тога, са 16 година, одлучила је да оде. До данас је остало нејасно да ли је збиља напустила дом или не, али је неколико пута изјавила да, упркос свему ономе што ради још увек има солидан однос са родитељима.
Похађала је четири различите средње школе (међу њима и ону у Хајландсу) у којима је била незадовољна иако треба напоменути да је матурирала годину дана раније, у доби од 17 година. У јесен 2005. године уписала је јуниорски колеџ и похађала предмете из филма, плеса и глуме.
Радила је као конобарица у ресторану до марта 2006. године и уштедила 7000$ како би се преселила у Лос Анђелес.
У мају 2006. године преселила се у Лос Анђелес и започела каријеру у порно индустрији, након што је навршила 18 година живота. У почетку је као уметничко име желела узети Ана Карина, према познатој глумици из француског новог таласа, али се на крају ипак одлучила за друго име. Име Саша узела је од Саше Коницко из музичког бенда КМФДМ, а Греј означава познату књигу Слика Доријана Греја аутора Оскара Вајлда и Кинсијеву скалу сексуалности. Њена прва сцена у порно филму била је оргија са популарним глумцем Роком Сифредијем у филму The Fashionistas 2. Само шест месеци након уласка у порно индустрију, прогласили су је потенцијалном великом звездом, можда чак и наследницом Џене Џејмсон.
Мање од годину дана након почетка професионалне каријере, у јануару 2007. године, Греј је освојила 2 престижне АВН награде за најбољу секс сцену у троје и најбољу групну секс сцену. Такође је била номинована за најбољу надолазећу звезду. За јулско издање часописа Пентхаус фотографисао ју је признати Тери Ричардсон и била је љубимица истог месеца. Године 2008. постала је најмлађа добитница АВН награде у категорији најбоље главне глумице као и у категорији најбоље сцене оралног секса. До 2013. године појавила се у 276 филмова за одрасле.
У децембру 2006. године гостовала је у популарној емисији The Insider. У фебруару 2007. године појавила се у шоу Тајре Бенкс у којем је дискутовала о тинејџерима у порно индустрији. Након што је емисија емитована, појавиле су се гласине да је готово у целости била монтирана и да је из завршне верзије био избачен њен говор у којем брани своју одлуку о одласку у порно индустрију. Децембарско издање часописа Ролинг стоун садржавао је едиторијал о Саши Греј.
Греј презентује саму себе у порно индустрији кроз сопствену агенцију L.A. Factory Girls. Посебно је истакла да се диви раду редитеља и продуцента Ендруа Блејка и глумици Кимберли Кејн.
У 2011, канал CNBC сврстао је међу 12 најпопуларнијих порно звезда. Дана 8. априла 2011, званично је најавила повлачење из порно индустрије на свом Фејсбук профилу.

### Појављивање у мејнстрим филмовима
Уз порно каријеру, Греј је такође и манекенка. Налази се на насловници албума Zeitgeist групе The Smashing Pumpkins из 2007. године, а такође се појављује и у њиховом музичком споту за песму Superchris. Греј се такође појављује и у музичком споту Birthday Girl групе The Roots.
Модел је француског дизајнера Мака Азријуа за бренд Manoukian, за италијанску обућу марке Forfex. Такође је била модел и за Рицхарда Керна.
Међу другим сарадњама с Ричардсоном свакако треба споменути и ону за Wives, Wheels, Weapons кампању која је пратила књигу Bright Shiny Morning аутора Џејмса Фреја. Такође је радила као манекенка за Џејмса Жана, Фредерика Појнселета и Зака Смита.
У јануару 2010. године Греј се појавила потпуно гола у кампањи за организацију ПЕТА. У издању часописа Плејбој из октобра 2010. године појавила се на насловници и у едиторијалу унутар часописа.
Греј се појавила са Џејмсом Ганом у епизоди његове серије PG Porn, а остварила је и камео улогу у независном филму Quit редитеља Дика Руда. У нискобуџетној црној комедији канадске продукције из 2009. године, филму Smash Cut, глуми ТВ новинарку која одлази на тајни задатак на којем се претвара да је глумица у хорор филму како би открила убицу своје старије сестре.
У марту 2010. године Греј је глумила анти-сексуалну хришћанку у хорор филму Hallows, редитеља Ричарда О’Саливана.
Поред филма, Греј је добила епизодну улогу у седмој сезони врло популарне ХБО-ове серије Entourage у којој је глумила измишљену верзију саме себе. Њен лик постао је нова девојка лика Винсента Чејса и та се прича провлачи кроз неколико епизода.
У филму The Girlfriend Experience славног редитеља Стивена Содерберга (добитника награде Оскар за филм Путеви дроге), глуми главну улогу, ескорт девојку коју унајмљује клијент да му глуми девојку. Содерберг се одлучио баш за њу након што је прочитао чланак у Лос Анђелеском часопису у којем, између осталог, пише: „Мислим да је она нова врста глумица. Не чини се као типичном девојком која заврши у порно индустрији... Никад пре нисам чуо да неко о тој индустрији прича на начин на који то ради Саша“. Новинар Скот Макаулај сматра да је за добијање улоге утицала и њена заинтересованост за независну филмску продукцију као и за независне редитеље, првенствено за француског редитеља Жана Лука Годарда, али и за Хармонија Коринеа, Микеланђела Антонионија и Вилијама Клајна.
Издала је прву књигу која се зове Neü Sex, а изашла је 29. марта 2011. године. Њена друга књига The Juliette Society, еротски роман, објављен је 9. маја 2013.
Године 2008. започела је музичку сарадњу с Паблом Франсисом. Њихов први "ЕП" зове се AVigillant Carpark. Отпевала је и неколико песама на једном албуму групе Current 93. Саша Греј редовно наступа као ди-џеј у САД и Канади.

## Приватан живот
Још од 2006. године Греј развија аутобиографски документарац којим илуструје своја искуства у доби између 18 и 21 године.
У интервјуу за часопис Ролинг стоун 2009. године наведено је да је верена за филмаџију Ијана Синамона.
За себе каже да је бисексуалка.

## Награде
Саша Греј је освојила укупно 17 награда у области које се баве филмовима за одрасле, а била је 65 пута номинована.
- 2007 АВН награда за најбољу секс сцену у троје у филму Fuck Slaves (заједно са Сандром Ромејн и Мануелом Фераром)
- 2007 АВН награда за најбољу сцену групног секса у филму Fashionistas Safado: The Challenge
- 2007 XRCO награда за најбољу нову звезду
- 2007 Једна од 20 најбољих глумица у порно индустрији према избору Адулткона
- 2008 АВН награда за најбољу сцену оралног секса у филму Babysitters
- 2008 АВН награда за најбољу глумицу године
- 2008 XRCO награда за најбољу глумицу године
- 2009 XRCO награда за најомиљенију глумицу
- 2009 Genesis награда за највећу порно звезду године
- 2010 АВН награда за најбољу сцену аналног секса у филму Anal Cavity Search 6
- 2010 АВН награда за најбољу сцену оралног секса у филму Throat: A Cautionary Tale
- 2010 АВН награда за највећу сличност године са глумицом Џеном Џејмсон
- 2010 XRCO награда за најомиљенију глумицу
- 2010 Ф. А. М. Е. награда за најомиљенију оралну глумицу

## Изабрана филмографија
- 12 Nasty girls masturbating 8
- A 2 Mouth 2
- Assault That Ass #9
- Barely Legal #62
- Black Cock Addiction #2
- Bree and Sasha
- Control 4
- Cum Fart Cocktails #5
- Daddy's Worst Nightmare #4
- Fashionistas Safado: The Challenge
- Fetish Fanatic #4
- Filth & Fury
- Finger Licking Good #5
- Fly Girls
- Freaky First Timers #2
- Fuck Slaves
- Girl Next Door #2
- Girls Girls Girls #2
- Girlvana 4
- Hairy Movie
- Hellfire Sex #7
- House of Ass #3
- House of Jordan #2
- I'm a Big Girl Now #6
- I Like Black Boys
- In Thru The Back Door